# За межу
«За межу» — оповідання Леся Мартовича, написане приблизно в другій половині 1899 року.  Уперше опубліковано у Львові в збірочці оповідань «Не-читальник».

## Історія появи та друку
Оповідання, ймовірно, було написане в 1899 році, й опубліковане у Львові накладом Українсько-руської видавничої спілки в 1900 році в другій, за ліком, збірці покутського автора. Для Українсько-руської видавничої спілки то була Серія І. №23.
Після першої свої творчої спроби, Мартович не був у захваті відвідгуків на свого літературного первістка. Тому майже десятиліття він не вдавався до писання. Та перебуваючи в колі активних українців та маючи чимало друзів літераторів (Стефаника, Павлика та інших) він раз-по-раз та навертався в сторону літератури. Тим більше, що в товаристві він вважався найкраим оповідачем та ще й гострим на слівце.
Відтак, саме наприкінці століття Мартович знову навернувся до літератури й написав кілька оповідок, зокрема й оповідання «За межу». Автор показує, до якого економічного упадку дійшло галицьке селянство, розкрив, до якої міри воно було залежне від польсько-шляхетського господарства, яким важким ярмом для народу був цісарсько-королівський суд, що обороняв інтереси панівних класів. Мартович цій темі присвятив сценку як в оповідці «За межу» так і в оповіданні «Ось поси моє».
Саме після публікації збірки оповідань, в якій була оповідка «За межу», за Лесем Мартовичем закріпилося звання гостро-соціального молодого письменника, який найперше бачить і відтворює комічні сторони життя своїх сучасників. Їхня темність, забитість пояснюється вузькістю життєвої стежини, визначеної селянинові, його безправ’ям, мілиною інтересів, міщанським розумом.

## Сюжет
Оповідання «За межу» — це драматична сценка, картини в суді, в якій зіткнуто два типи вкраїнсько-галицького селянина. Трагічні в своїй основі історії, як двоє сусідів-селян вчинили галас та судову тяганину за підорану межу між їхніми газдівствами. Письменник розповів про цей епізод, з властивим йому гумором і дотепом, змалювавши своїх героїв у легкому комедійному плані.
У оповіданні «За межу» розповідається про те, як в умовах малоземелля і безземелля між бідняками часто відбувалися сварки, бійки й судові процеси за підорану межу, натомість соціальні мотиви ніби відсунені на другий план. Основну увагу письменник зосереджує на розкритті конфлікту між Йванихою й Грицем, які за межу посварилися й побилися. «Давно було широко: ніхто за межу не дбав, а тепер тісно, дуже тісно стало»,— говорить один з персонажів оповідання «За межу». Дійшло до того, що за вузеньку смужку землі — межу — один піднімає руку на іншого. Так Мартович підійшов до теми землі, звернувши свою увагу на ті соціально-економічні процеси, що відбувалися в галицькому селі.

## Дійові особи
- Грицько — дрібний селянин (який судиться з сусідкою за підорану межу);
- Йваниха — дрібна селянка (яка судиться з сусідом за підорану межу);
- Суддя — польський суддя-засідатель (якому випало судити двох малоземельних селян);
- Свідок 1 — зі сторони Грицька;
- Свідок 2 — зі сторони Йванихи;

## Особливості
Суперечка селян за землю розкрита в оповіданні «За межу», в якому автор змальовує образи селян Грицька та Йванихи. Темних, затурканих, жадоба до землі яких зробила сварливими та егоїстичними, призвела до ворожнечі. Це оповідання-драма була, нагадувало другу спробу Леся на ниві драматургії, від якої він остаточно відмовився. Надалі ж він писав свої колоритні оповідання, тому цей твір вважають ще як такого собі роду оповідання-діалог.
Будучи юристом, Лесь Мартович чимало уваги приділяв показу тогочасного суду, як засобу пригноблення селянства. Зрештою, Лесь цій темі присвятив і оповідання «Ось поси моє» та ще в кількох творах вона була подана побічно, але як завжди з комічними нотками - ось таким чином й проглядалася глибока сатира автора, яка пройшла наскрізним каменем в усій його творчості.

## Публікації
- в збірці «Не-читальник» — Львів, 10.08.1900, с.12—15;
- в зібранні творів «Лесь Мартович. Твори (в 3-х томах)» — Краків, 1943;

Пізніше, оповідання друкувалося у радянські часи в скорочених збірках Мартовича. Іноді, редактори адаптовували стиль і текст автора під сучасний лад.